# 奥雷瓦

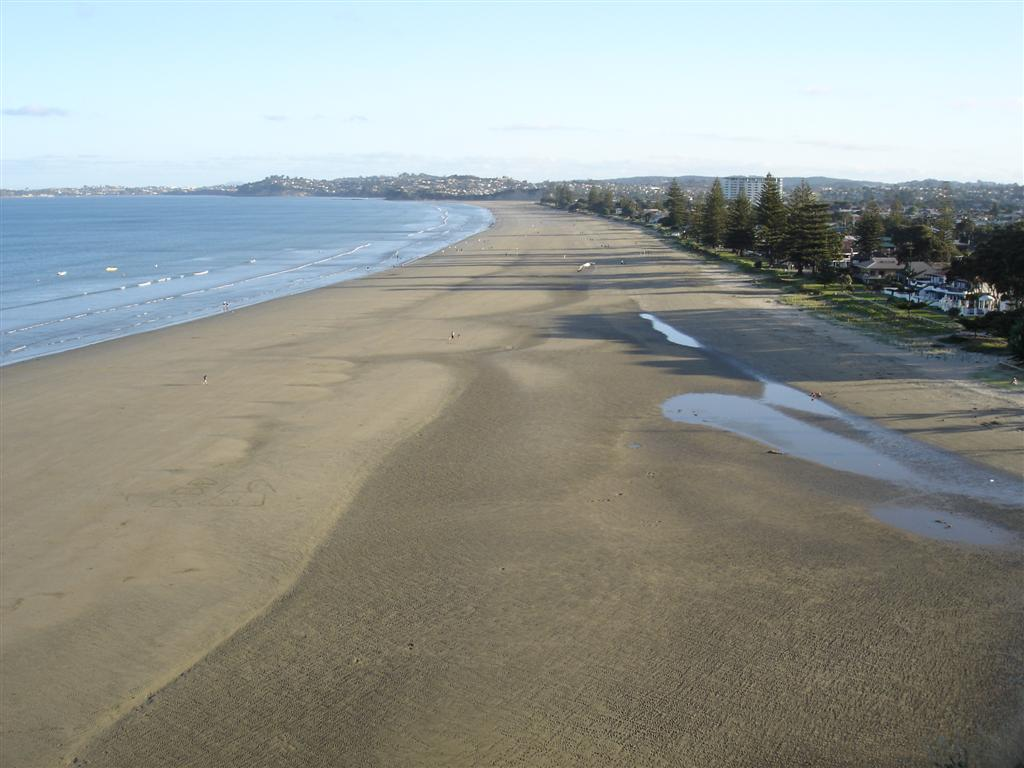
奥雷瓦海滩

奥雷瓦是一個新西兰北岛的小镇，位于芙蓉海岸旁，旺阿帕劳阿半岛北部，在奥克兰市中心以北40公里。奥雷瓦的人口有7326人（2006年的人口普查），从2001年增加了1692人。它是一个受欢迎的度假胜地。奥雷瓦也被认为是新西兰增长最快的地方之一，也是房价最昂贵的地区之一。
北部高速公路、1号国道的一部分，穿过奥雷瓦境内，通过约翰斯顿山双隧道延伸到附近的普霍伊。奥雷瓦曾被罗德尼区管辖20年，直到2010年10月被划入大奥克兰地方议会。

## 地标和著名景观
镇上著名的景点包括：
- 奥雷瓦社区中心
- 青年中心（包括滑板公园）
- 奥雷瓦冲浪救生俱乐部
- 聚贤剧院
- 主要道路上的彩色喷泉
- 鹦鹉螺公寓大楼
- 埃德蒙·希拉里爵士雕像
- 埃夫斯树林
- 奥雷瓦桥
- 河口艺术中心[3]
- 红树林
- 接神社团
- 露营地
- 中道路上的罗德尼区议会
- 奥雷瓦艺术活动中心
- 奥雷瓦河
- 奥雷瓦海滩上的风中冲浪
- 芙蓉海岸社区中心

奥雷瓦海滩是奥克兰最长和最安全的海滩之一。其上最引人关注的事件之一是奥雷瓦大开掘。奥雷瓦社区中心位于奥雷瓦广场。芙蓉社区中心位于芙蓉海岸公路214E号。

## 教育
奥雷瓦区中学始建于1956年。在1974年，学校被分为奥雷瓦小学和奥雷瓦学院。奥雷瓦北小学始建于1978年，另一所小学在红海滩南部于1988年开放。
奥雷瓦学院是一所中学（7-13年级），十分制，有1600多学生。
奥雷瓦小学和奥雷瓦北部小学为初级学校（1-6年级），八分制，学生分别有200多人和300多人。